# Sanblasskrika
Sanblasskrika (Cyanocorax sanblasianus) är en fågel i familjen kråkfåglar inom ordningen tättingar.

## Utseende och läte
Sanblasskrikan är en vacker skrika i blått och svart. Mycket liknande arten purpurryggig skrika överlappar något med sanblasskrikan i norra delen av utbredningsområdet. Denna art är dock större med tydligt gula ben och djupt purpurblått på rygg och stjärt, inte tydligt tvåtonat blått och svart som hos sanblasskrikan.

## Utbredning och systematik
Sanblasskrika är endemisk för kustnära västra Mexiko och delas in i två underarter med följande utbredning:
- Cyanocorax sanblasianus nelsoni – Nayarit, Jalisco, Colima, Michoacán, Guerrero
- Cyanocorax sanblasianus sanblasianus – centrala Guerrero

## Levnadssätt
Sanblasskrikan hittas i tropiska skogar, skogslandskap och trädgårdar. I själva staden San Blas förekommer sanblasskrikan i förbergsskogar och kaffeplantage söder om stan, medan purpurryggig skrika ses i mangroveskog och inttilliggande skogsområden i och kring staden. Den ses vanligen i smågrupper som kan både vara ljudliga och framträdande eller mycket tysta och lätt förbisedda. Fågeln påträffas ofta tillsammans med gulvingad kasik.

## Status och hot
Arten har ett stort utbredningsområde, men tros minska i antal, dock inte tillräckligt kraftigt för att den ska betraktas som hotad. Internationella naturvårdsunionen IUCN listar arten som livskraftig (LC). Beståndet uppskattas till i storleksordningen 50 000 till en halv miljon vuxna individer.

## Namn
San Blas är namnet på en kommun i delstaten Nayarit i västra Mexiko.